# Präsident der DDR
Das Präsidentenamt der Deutschen Demokratischen Republik gab es von 1949 bis zum Jahr 1960. Grundlage dafür war die Verfassung der DDR vom 7. Oktober 1949 (Abschnitt V). Der „Präsident der Republik“ wurde von Volkskammer und Länderkammer gewählt, also den beiden Kammern des Parlaments. Das Amt war eher repräsentativer Natur. Bei Bedarf vertrat der Präsident der Volkskammer den Präsidenten der Republik.
Einziger Amtsinhaber war Wilhelm Pieck von der SED (seit 11. Oktober 1949, Wiederwahlen 1953 und 1957). Kurz nach seinem Tod am 7. September 1960 wurde die Verfassung geändert. Das Gesetz über die Bildung des Staatsrates vom 12. September 1960 führte anstelle des Präsidenten ein kollektives Staatsoberhaupt ein, nämlich den Staatsrat der DDR. In der letzten, demokratischen Phase der DDR 1989/1990 wurde der Staatsrat abgeschafft; als Staatsoberhaupt fungierte die CDU-Volkskammerpräsidentin Sabine Bergmann-Pohl.

## Wahl
Der Präsident wurde laut Artikel 101 der Verfassung in einer gemeinsamen Sitzung von Volkskammer und Länderkammer für die Dauer von vier Jahren gewählt. Wählbar war jeder Wahlberechtigte, der das 35. Lebensjahr vollendet hatte.
Vor Ablauf der Amtszeit konnte der Präsident durch einen gemeinsamen Beschluss von Volkskammer und Länderkammer mit Zweidrittelmehrheit abgewählt werden.
Bei Verhinderung, Tod oder Amtsunfähigkeit des Präsidenten sollte für kürzere Zeitspannen der Präsident der Volkskammer die Vertretung übernehmen, für längere Zeiträume konnte eine abweichende gesetzliche Regelung getroffen werden.
Die Verwaltungsreform von 1952 führte dazu, dass die Länder faktisch aufgelöst wurden. Die Länderkammer wurde dadurch bedeutungslos; sie trat 1954 letztmals zu einer Sitzung zusammen und wurde 1958 per Verfassungsänderung auch formal abgeschafft.
Dadurch war für die Wahl des Präsidenten allein die Volkskammer zuständig.

## Stellung

Verfassung der DDR von 1949 (Schaubild)

Von der Macht her hatte der Präsident  eine noch schwächere Stellung als der Bundespräsident der Bundesrepublik Deutschland. Er war als Staatsoberhaupt für die völkerrechtliche Vertretung zuständig, schloss Verträge mit auswärtigen Staaten und übte das Begnadigungsrecht aus. Darüber hinaus war er für die Vereidigung der Regierung bei ihrem Amtsantritt verantwortlich und unterzeichnete die von der Volkskammer beschlossenen Gesetze.
Präsident Pieck war bereits im fortgeschrittenen Alter und spielte keine wichtige Rolle in der beherrschenden Staatspartei, der kommunistischen SED. Pieck war zwar SED-Parteivorsitzender, doch die meiste Macht hatte der Generalsekretär. Das änderte sich nach der Abschaffung des Präsidentenamts, denn seitdem war der jeweils mächtigste SED-Politiker meistens auch Staatsratsvorsitzender.

## Abschaffung
Nachdem Wilhelm Pieck 1960 gestorben war, wurde das Präsidentenamt zugunsten eines Kollektivgremiums, des Staatsrates, abgeschafft. Der Staatsrat der DDR wurde, wie der Präsident, von der Volkskammer gewählt und übte dessen Befugnisse aus. Nach außen repräsentierte von nun an der Staatsratsvorsitzende den Staatsrat und damit de facto auch die DDR.
Mit der „sozialistischen“ Verfassung von 1968 wurden die letzten Verweise auf das Präsidentenamt getilgt. Nach der friedlichen Revolution gab es Pläne, das Amt des „Präsidenten der Republik“ durch Verfassungsgesetz ab 1990 wieder einzuführen, wozu es aber im Zuge der deutschen Wiedervereinigung nicht mehr kam.